# Ханибал (син на Бомилкар)
Вижте пояснителната страница за други личности с името Ханибал.
Ханибал (на латински: Hannibal; † сл. 215 пр.н.е.) е картагенски комендант през Втората пуническа война.
Ханибал е син на Бомилкар. Според Ливий той е през 215 пр.н.е. третият пунски генерал в Испания заедно с Хасдрубал Барка и Магон Барка, двамата братя на прочутия Ханибал (синът на Хамилкар Барка). Той се бие против бившия римски консул Публий Корнелий Сципион и неговия брат Гней Корнелий Сципион Калв. Тримата картагенски военачалници обсаждат град Илитурги, близо до днешен Хаен в Андалусия. Сципионите с 16.000 души нанасят големи загуби на по-голямата картагенска войска и изгонват картагенците. След това тримата картагенски военачалници започват обсада на град Интибили, където също са победени от Сципионите.